# Johanna-Mestorf-Preis
Der Johanna-Mestorf-Preis erinnert an Johanna Mestorf, die zweite Professorin Deutschlands, die erste an der preußisch königlichen Universität Kiel. Der Preis würdigt nun hervorragende Doktorarbeiten in einem Bereich der Mensch-Umwelt-Forschung und der Landschaftsarchäologie. Die akademische Anerkennung wurde erstmals 2013 verliehen und soll alle zwei Jahre erfolgen. Das Preisgeld von 3.000 Euro stiften die Johanna-Mestorf-Akademie (JMA) und die Graduate School Human Development in Landscapes (GSHDL), beide an der Christian-Albrechts-Universität zu Kiel (CAU).

## Vorschläge
Innerhalb von zwei Jahren nach der Promotion ist ein junger Forscher für die Preisverleihung vorzuschlagen. Eine exzellente Doktorarbeit wird vorausgesetzt. Vorschlagsrecht haben Betreuer und Professoren der GSHDL und der JMA; dazu berechtigt sind auch nationale und internationale Partner der GSHDL mit einem Empfehlungsbrief für ihre Kandidaten. Es ist möglich, die Würdigung geteilt zu vergeben; das Geld soll der wissenschaftlichen Forschung der Preisträger zugutekommen.

## Preisträger
- 2013: Sabine Neumann für die Promotion an der Ludwig-Maximilians-Universität München über künstliche Grotten auf der Akropolis von Rhodos und Katherine Grillo für die Untersuchung an der Washington University in St. Louis ethnoarchäologischer Aspekte mobiler Viehwirtschaft in Kenia[2]
- 2015: Silvia Balatti für die Untersuchung gesellschaftlicher und politischer Organisation sowie die Lebensweise der Bergvölker im Zagros (heute Iran) im ersten Jahrtausend vor unserer Zeit (Mountain People in the Ancient Near East: The Case of the Zagros in the 1st Millennium BC.)[3]
- 2017: Annet Nieuwhof für das Thema: Eight human skulls in a dung heap and more. Ritual practice in the terp region of the northern Netherlands, 600 BC – AD 300. (Acht menschliche Schädel in einem Misthaufen und mehr. Rituelle Praxis in der Warftenregion der nördlichen Niederlande 600 vC – 300 nC)[4]
- 2019: Gianpiero Di Maida für das Thema: Marks on the rocks. Rock and mobile art as an expression of the hunter-gatherers’ groups Weltanschauung in the Sicilian landscape from Lateglacial to Early Holocene[5]
- 2023: Iris Nießen für ihre Arbeit zur Urbanisation in Regensburg[6]
- 2025: Jo Sindre P. Eidshaug (Trondheim, Norwegen) und Li Tang (Jena)[7]